# Boys band
Boys band, in. boysband (ang. boy band, boyband) – zespół wokalny muzyki pop, składający się z młodych mężczyzn. Utwory wykonywane przez boys bandy są skierowane do nastoletniej młodzieży.

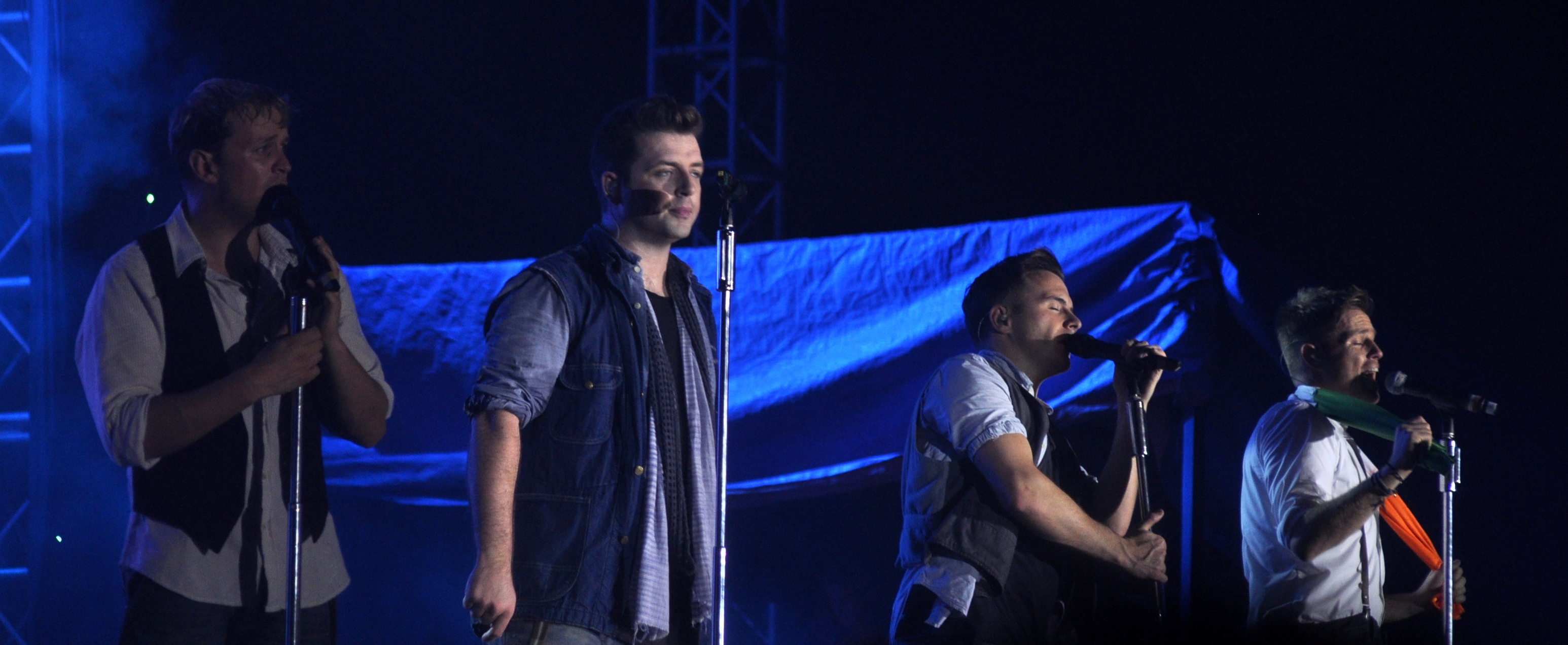
Westlife

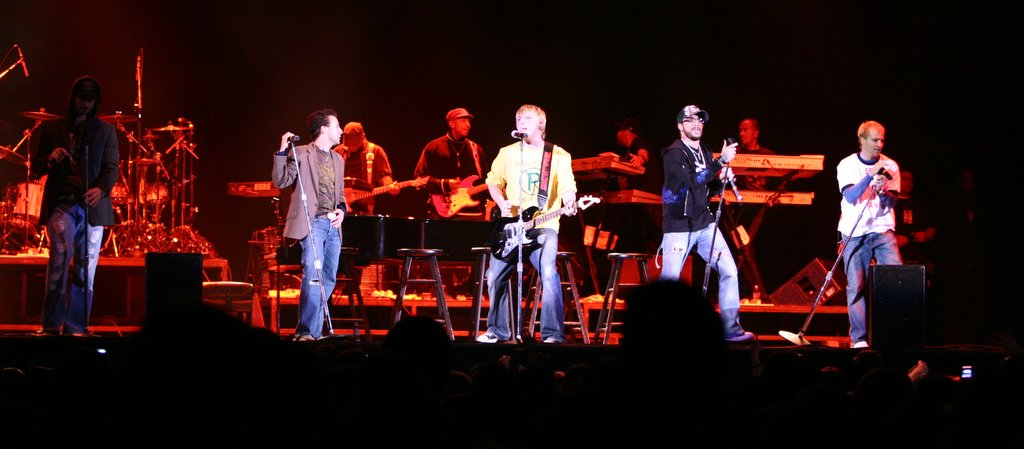
Backstreet Boys

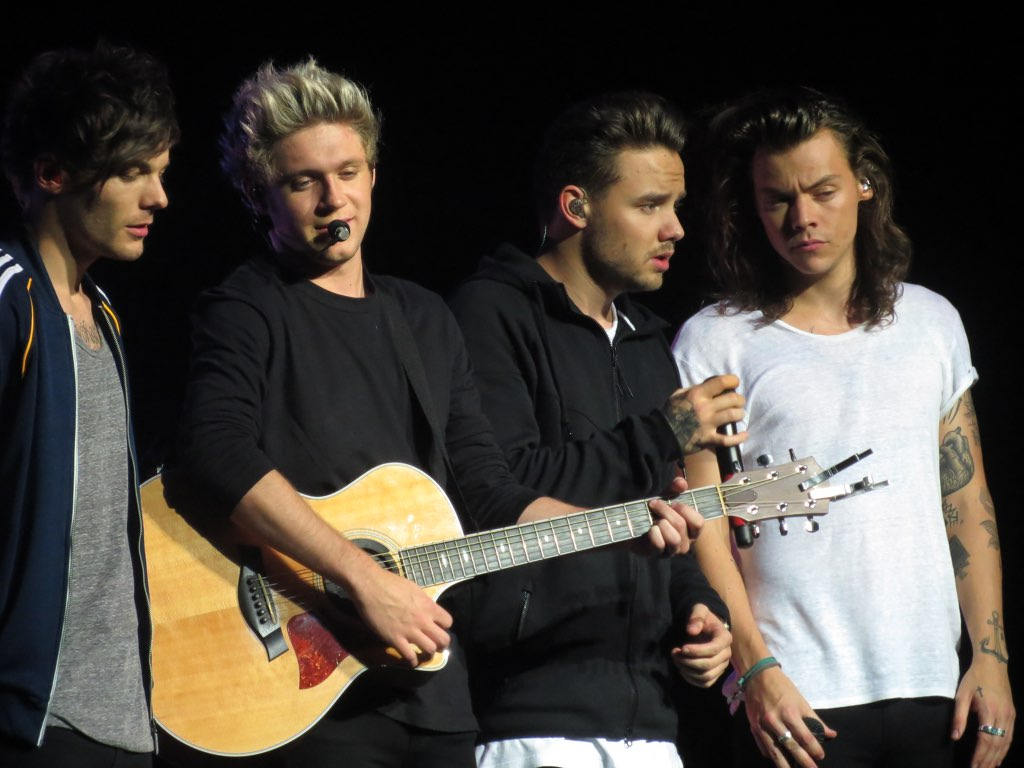
One Direction

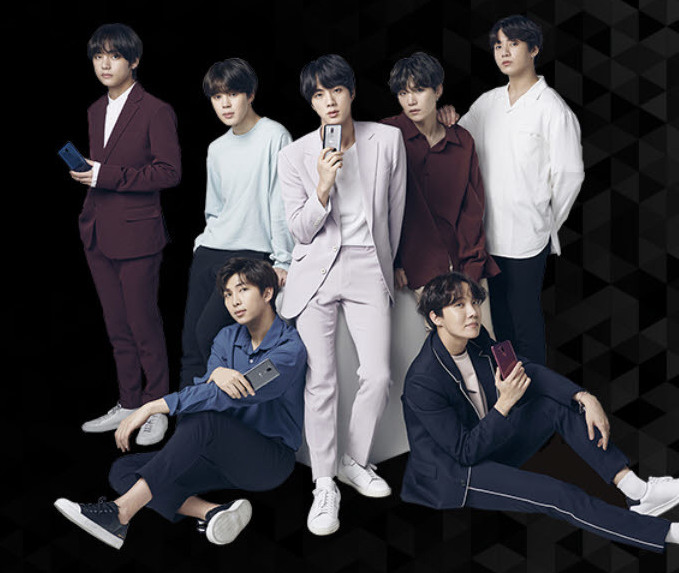
BTS

Boys bandy bywają tworzone od podstaw przez producentów wybierających kandydatów spośród młodych ludzi w czasie przesłuchań. Nazwa grupy, jak i prawa autorskie do piosenek zwykle należą do producenta.
Wiele zespołów uznawanych za pierwowzór boys bandów powstało spontanicznie. Pewne cechy typowe dla boys bandów, czyli czysto męski skład i piosenki kierowane głównie do nastoletniej publiczności, zespoły muzyczne posiadały przed wprowadzeniem tego terminu.
Na sukces boys bandu pracuje sztab fachowców: kompozytorów, autorów tekstów, projektantów mody, choreografów, stylistów itp. oraz specjalistów z dziedziny public relations i marketingu. Członkom grup często tworzy się fikcyjne osobowości. Wymaga się też od nich dyscypliny i podporządkowania producentom. Praca w tego typu grupach jest intensywna – zwykle jest to napięty program koncertów, oraz innych wydarzeń medialnych, w uczestnictwie których idole mają obowiązek brać udział – wszystko nastawione na osiągnięcie maksymalnej popularności, przekładającej się na sprzedaż płyt i gadżetów i mającej przynieść jak największy dochód.